# Białka (powiat gostyniński)
Białka – wieś sołecka w Polsce położona w województwie mazowieckim, w powiecie gostynińskim, w gminie Szczawin Kościelny.
Założona około 1805 roku, przez osadników holenderskich. We wsi działała szkoła ewangelicka. W 1900 roku mieszkało tutaj 79 osób. Obecnie jedynym świadectwem obecności kolonistów jest krajobraz wsi przekształcony przez nich. Istnieją stawy gromadzące nadmiar wody, rozłogi pól obsadzone wierzbami, rowy melioracyjne. Nie zachowały się żadne budynki. 
W latach 1975–1998 miejscowość administracyjnie należała do województwa płockiego.